# Freestyle Music Park
Pour les articles homonymes, voir Hard rock (homonymie).
Freestyle Music Park, anciennement Hard Rock Park, était un parc thématique musical situé à Myrtle Beach, en Caroline du Sud, qui a ouvert ses portes le 15 avril 2008, puis a été temporairement fermé le 24 septembre 2008 en raison de problèmes financiers, puis a rouvert le 23 mai 2009 sous la marque Freestyle et a encore fermé après la saison 2009. Il a été construit sur 22 hectares sur une propriété de 57 hectares à l'intersection de l'autoroute 501 et de la voie navigable Intracoastal sur un site qui comprend une partie de l'ancien Waccamaw Factory Shoppes à Fantasy Harbor.

## Histoire

### Développement de Hard Rock Park

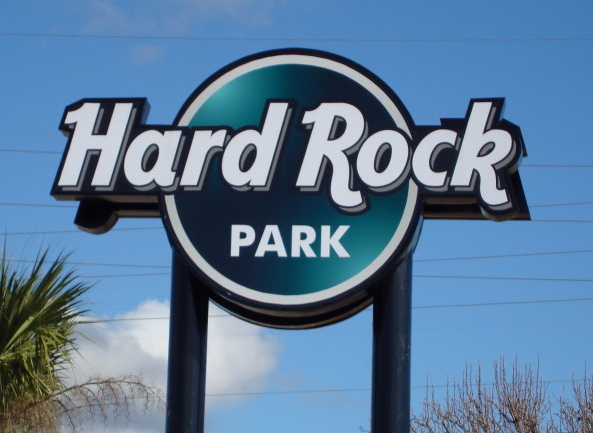

Les plans pour un parc d'attractions à thème Hard Rock ont été lancés en 2003, mais à l'époque, les accords de financement et de licence n'avaient pas encore été finalisés. Le PDG d'AVX Corporation, Dick Rosen, et d'autres investisseurs dont Ziel Feldman et le partenaire de gestion de Safe Harbor Capital Partners Amnon Bar-Tur ont créé deux sociétés : Myrtle Property Owners I, qui a investi dans le parc d'attractions proposé et Myrtle Property Owners II qui a acheté des terres de Rosen, dans le but de construire un hôtel le long de la voie navigable Intracoastal en octobre 2005. Une étude de faisabilité a montré que les promoteurs prévoient 3 millions de visiteurs par an dans la première année du parc, avec une croissance de neuf pour cent la deuxième année et des taux de croissance décroissante après cela.
En 2006, un accord de licence avec la franchise Hard Rock a été atteint. Le nom de Hard Rock était autorisé par Hard Rock International appartenant à Seminole, propriétaires actuels de la marque Hard Rock Cafe, et HRP Myrtle Beach Operations LLC, qui a conçu et construit le parc, pour un montant de 2,5 millions de dollars par an. Les investisseurs comprenaient Tim Duncan et le PDG d'AVX Corporation, Dick Rosen. Le financement comprenait également un prêt de 385 millions de dollars, bien que le parc ne coûte que 225 millions de dollars à construire. Un premier thème a été les quatre saisons d'été, de printemps, d'hiver et d'automne.
Hard Rock Park a été officiellement annoncé au début de 2007. La construction du parc a eu lieu cette même année.

### Les débuts de Hard Rock Park

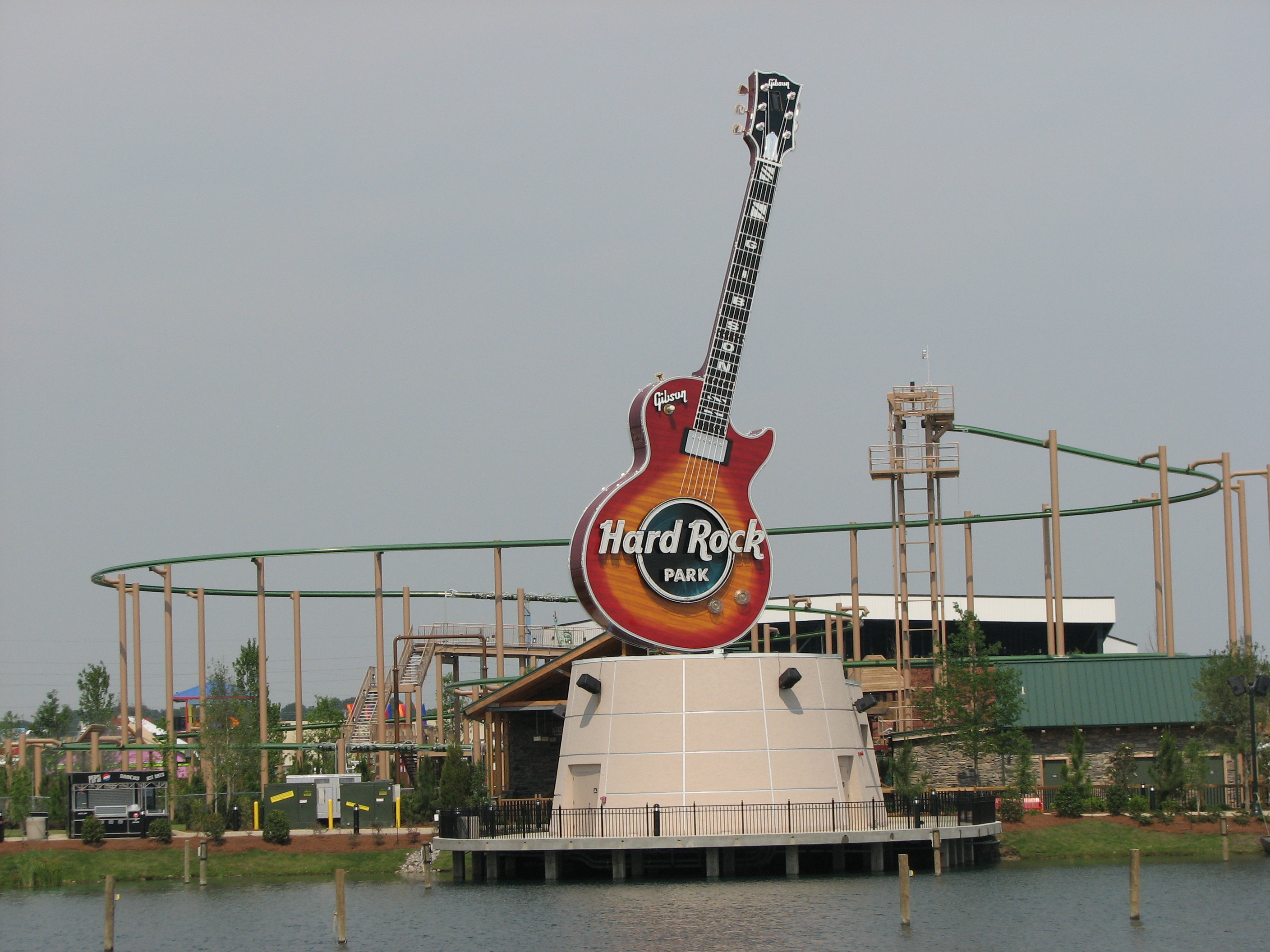
L'emblème du parc, à l'entrée de Hard Rock Park en 2008.

La célébration de la grande inauguration le 2 juin 2008 présente un concert de The Eagles et The Moody Blues. Le parc présente six zones célébrant la culture, le style de vie, les légendes et l'irrévérence du rock. Ces zones comprenaient All Access Entry Plaza, Rock & Roll Heaven, British Invasion, Lost in the 70's, Born in the USA et Cool Country. À l'ouverture, le parc a eu des attractions, des spectacles, des éléments interactifs, des aires de jeux pour enfants, des jardins, des magasins et des restaurants. Les attractions principales du parc étaient les montagnes russes et les spectacles en direct qui étaient mis en musique. Le parc comprenait un amphithéâtre avec une capacité de 10 000 personnes avec des spectacles quotidiens en direct et des spectacles spéciaux. D'autres amusements comprenaient un carrousel, une structure de jeu d'eau et des balançoires. La plupart des attractions mettaient en évidence des musiques, des groupes et des souvenirs sur le rock.
Le parc s'est ouvert à de bonnes critiques. L'écrivain du Times de Londres, Chris Haslam, a conclu que le parc d'attractions le plus récent d'Amérique a amené le genre « du plastique préscolaire de Disney à un nouvel âge de l'adolescence insubordonnée par une combinaison d'une attention particulière aux détails, d'une irrévérence étonnante et d'une sagesse ». Cependant, Hard Rock Park avait déclaré que le parc pouvait accueillir jusqu'à 30 000 visiteurs par jour, et compte tenu des marchés de crédit gelés, le parc ne pouvait pas garantir un financement suffisant pour souscrire sa campagne de publicité prévue. À mesure que le ralentissement économique de 2008 s'est approfondi pendant l'été, les prix élevés du gaz et de l'hôtel, couplés à la publicité limitée par le parc, ont entraîné une fréquentation plus faible que prévu. Le parc a cité « les conditions macroéconomiques qui ont considérablement déprimé la demande globale dans l'industrie du voyage et du loisir » et un manque d'argent pour faire de la publicité. Le parc avait emprunté beaucoup d'argent et ne pouvait pas convaincre les investisseurs de fournir plus d'aide pour maintenir le parc.
Des changements ont été apportés aux horaires t et aux jours de fonctionnement. L'heure de fermeture originale de 1h a été déplacée jusqu'à 22h en août et le parc a déménagé aux opérations de fin de semaine après la fête du Travail. Et avec une fin de saison plus tôt prévue le 2 novembre, le parc n'a planifié aucun concert après le 30 août.

### Fermeture anticipée, faillite et nouveaux propriétaires
En septembre 2008, l'investisseur HRP Africa Israel Investments a décidé d'annuler l'intégralité de son investissement de 10 millions de dollars dans le parc "en raison des difficultés de liquidité rencontrées par le parc". Hard Rock Park a ensuite annoncé qu'ils finissaient la saison 2008 un mois plus tôt, licencié la plupart des employés et avaient demandé la protection de la faillite au Chapitre 11. Au moment du dépôt, le parc a exprimé son espoir de rouvrir en 2009. Le mois suivant, la société a annoncé son intention de vendre le parc. En janvier 2009, l'entreprise s'est convertie au chapitre 7.
En février 2009, le tribunal de la faillite de Delaware a refusé de forcer une vente aux enchères et a approuvé la vente du parc à FPI MB Entertainment (FPI) pour 25 millions de dollars. FPI MB Entertainment était une coentreprise de FPI US LLC, une société constituée en Delaware et MB Entertainment. Les partenaires incluaient Roundbox Advisors, Freestyle Park International, Baker Leisure Group et deux propriétaires originaux du parc : Thomas M. Hiles et D. Tim Duncan. Baker Leisure Group a géré les opérations du parc au jour le jour. FPI a dû refaire complètement et réviser le parc pour se conformer aux décisions des tribunaux.
Le 2 avril 2009, les nouveaux propriétaires ont annoncé que le nom de Hard Rock serait abandonné, malgré les efforts visant à obtenir l'autorisation de Hard Rock International, qui avait voulu continuer à utiliser le nom si les conditions étaient remplies. Le tribunal de la faillite a exigé que toutes les marchandises de Hard Rock soient détruites en conséquence. La modification du nom donnerait au parc une image plus positive puisque l'ancien nom était lié à la faillite, et il n'était pas considéré comme axé sur la famille, ce que les nouveaux propriétaires voulaient que le parc soit. Plus tard ce mois-ci, FPI a dévoilé un nouveau nom pour le parc : Freestyle Music Park, affirmant qu'il rendra hommage à une variété de genres musicaux, y compris au Rock n'Roll, au Country, au Reggae, au musique de plage, à la Pop, au R&B et au disco. Le nom ne fait pas référence au genre de la musique latine, selon le directeur des ventes et du marketing John Stine.
En mai 2009, HRP Creative Services Co. voulait faire certaines attractions séparées du parc que les nouveaux propriétaires prévoyaient, et l'ancien directeur général du parc, Steven Goodwin, voulait que les nouveaux propriétaires paient des redevances. Toutefois, un juge fédéral du Delaware a déclaré le 30 mars que certains des propriétaires précédents possédaient encore des droits de propriété intellectuelle liés au thème original. Les propriétaires originaux ont ensuite poursuivi FPI, affirmant qu'ils n'avaient pas fait assez pour changer le parc et que les nouveaux propriétaires utilisaient une propriété intellectuelle qui n'était pas à eux. Cette action a menacé de retarder la réouverture.
Le 22 juin 2009, la commission de planification du comté a accepté de changer le nom de Hard Rock Parkway à Fantasy Harbor Boulevard. FPI a accepté de payer une partie du coût des nouveaux panneaux. Les entreprises situées sur la route devraient payer leurs propres dépenses alors que la route, une fois appelée Outlet Boulevard, a reçu son deuxième changement de nom en deux ans. À la mi-septembre, cinq des sept panneaux routiers avaient changé.

### Les débuts de Freestyle Music Park
Le parc a rouvert le 23 mai 2009, avec un prix adulte réduit à 39,95 $ (29,95 $ pour les enfants) et des passes annuelles à 64,95 $ (39,95 $ pour les enfants). En outre, le parc a offert trois promotions distinctes pendant la saison estivale 2009 : 10 $ pour les résidents de SC, 17,76 $ pour deux billets d'entrée avant 16 heures et 19,99 $ pour deux billets d'entrée avant 16 heures. En raison de ces remises, le parc a également gagné moins d'argent que prévu en raison de cette nécessité d'attirer davantage de personnes.
Mis à part le renommage du parc général, les sections du parc ont également eu de nouveaux noms : Myrtle's Beach (précédemment Rock 'N' Roll Heaven) est devenu une «célébration de toutes les choses polynésienne». Born in the USA est devenu Kids in America. British Invasion est devenue Accross the Pond. Cool Country est devenu Country USA. L'entrée anciennement nommée All Access Entry Plaza est devenue VIP Plaza. CSI : Live, précédemment joué au Six Flags Magic Mountain près de Los Angeles, a été ajouté au parc et était basé sur la série télévisée CSI.
Alors que le parc s'apprêtait à fermer à la fin de l'été, le président de FPI, Steve Baker, a déclaré : « Dans l'ensemble, je suis vraiment heureux », et que « nous faisons de notre mieux, et nous sommes là pour rester ». Baker a fait ces commentaires malgré le fait que l'économie et les problèmes passés du parc ont contribué à une saison première moins que spectaculaire. De nombreux parcs d'attractions ont également des difficultés, a déclaré David Mandt, de l'Association internationale des parcs d'attractions. Le consultant Dennis Speigel, qui n'avait aucun lien avec le parc, a déclaré : « C'est probablement la plus grande catastrophe dans notre industrie. Très franchement, le parc ne devrait pas rouvrir. Pour le prix payé par FPI, ils auraient pu faire du parc une réussite ». Speigel a déclaré que le parc était trop loin de la plage.

### Autres problèmes et fermeture subséquente
Tout au long de la saison, une série de poursuites judiciaires ont été déposées contre le parc, ce qui a contribué à son malheurs. Les poursuites judiciaires ont été déposées par Brandon Advertising (pour 1,4 million de dollars) le 5 août 2009 et Roundbox Advisors LLC (pour 360 000 $) le 17 août 2009. Baker a expliqué que FPI MB paierait les deux créanciers, en disant que Freestyle Music Park avait moins de problèmes que Hard Rock Park, mais les gens supposaient que les difficultés continueraient, ce qui signifie qu'elles étaient moins patientes. Tetra Financial Group a également intenté un procès en septembre pour les paiements de location, les taxes et les frais. En octobre 2009, FPI a annoncé qu'ils avaient aligné de nouveaux investisseurs pour aider le parc à payer ses dettes. Ils ont signé un mémorandum d'accord avec les investisseurs.
L'accord d'achat de Hard Rock Park comprenait le versement de 570 000 $ que les anciens propriétaires du parc devaient. En janvier 2010, le mandataire du fiduciaire de Hard Rock Park a permis de prolonger ce paiement alors que le parc recherchait de nouveaux investisseurs. Selon les documents de la Cour, la situation économique a eu des difficultés à effectuer les paiements. Le parc a licencié 30 employés au début de janvier 2010.
En février 2010, l'avocat de FPI, Tobey Daluz, a annoncé que le parc n'ouvrirait pas en mars 2010 comme prévu. Le 29 mars 2010, l'avocat David Slough a déclaré que le parc ne rouvrirait pas à moins que les investisseurs n'auraient autorisé FPI à payer la dette de Hard Rock Park avant le 1er avril 2010. Il ne dirait pas à quel point les investisseurs se sont accordés à un accord. Le 1er avril 2010, Slough a déclaré: "Actuellement, le parc n'a pas la capacité de faire le paiement". La forclusion et même la faillite sont maintenant des possibilités, mais le parc pourrait encore trouver des investisseurs et rouvrir, selon l'avocat Allen Jeffcoat. Les documents de la cour déposés le 13 avril 2010 dans un tribunal fédéral de la faillite au Delaware indiquent qu'une décision du tribunal créera un privilège. La prochaine étape sera probablement une action de la Cour du comté d'Horry menant à la vente du parc. Le 29 juin 2010, une cour fédérale a accordé à Tetra 14 millions de dollars après que Freestyle n'ai pas répondu au procès. Le 30 juin 2010, Baker a déclaré que le parc cherchait «de manière agressive» de nouveaux investisseurs. Jeffcoat, qui n'avait aucun lien avec l'affaire, a déclaré que Tetra ne serait remboursé qu'après d'autres créanciers qui avaient déjà des réclamations.
Le 9 août 2010, des procédures de forclusion ont été déposées contre Freestyle Music Park. Le titulaire de l'hypothèque FPI US LLC demande plus de 25 millions de dollars au propriétaire du parc FPI MB Entertainment LLC. Les documents de prêt identifient le directeur général de FPI US LLC comme Alexey (Alexei dans la plupart des documents) Sidnev; Sidnev est un ancien partenaire de MT Development basé à Moscou, un investisseur dans Freestyle Music Park qui avait prévu un parc semblable en Europe. Les dépôts judiciaires montrent que FPI US LLC est une division de MT Development. Le 20 août, FPI MB Entertainment a répondu à l'action de saisie, en admettant que le montant de la dette est correct et qu'il ne peut pas payer. Quatre créanciers sur cinq répondant à la saisie demandée FPI US et FPI MB sont la même société et que FPI US ne devrait pas avoir d'abord prétendre stationner des actifs. L'avocat de FPI MB, Nate Fata, a nié cela. Dans une interview du 24 août 2010, Baker a déclaré que le conseil d'administration du parc avait démissionné, à l'exception d'un membre nommé par des investisseurs russes qui travailleraient à vendre le parc. Baker, qui a continué à diriger Baker Leisure Group, a cru que le parc pourrait réussir sous de nouveaux propriétaires.
VenCore Solutions, qui a loué des articles tels que des radios et des étagères à Hard Rock Park, a continué d'accord avec Freestyle Music Park. Le 8 septembre, VenCore, demandant FPI MB, doit à plus de 1 million de dollars le droit de reprendre possession de la propriété. FPI MB a déclaré dans une lettre que VenCore avait raison que la propriété «est actuellement non assurée et n'est pas assujettie à un plan d'urgence pour les ouragans».
En décembre 2011, FPI US qui a reçu la propriété dans une enchère de forclusion d'août a déposé des documents montrant qu'il avait hypothéqué la propriété pour 20 millions de dollars, l'argent que l'avocat de la société était nécessaire pour la maintenance et d'autres dépenses jusqu'à la vente. Un hôtel proposé qui n'a jamais été construit a ensuite été vendu dans une vente aux enchères de forclusion le 2 juillet 2012.
Trois mois avant la saison d'été 2012, Alain Wizman, de Keller Williams, qui avait cherché des acheteurs, a déclaré que Freestyle semblait improbable de faire un retour avant 2013. Cependant, le 18 avril 2013, le journal local de Myrtle Beach, My Horry News, a rapporté que l'établissement Abiding Village, un groupe artistique chrétien sans but lucratif, a lancé une campagne avec l'espoir de générer suffisamment d'argent pour acheter l'ancien parc Freestyle Music moins les manèges pour 10 millions de dollars et convertir le vieux parc en un complexe d'éducation et de divertissement. Un fonctionnaire avec Freestyle a donné au groupe trois semaines pour trouver les ressources nécessaires pour acheter les terrains et les bâtiments, selon les responsables de l'établissement. Le 7 mai, il a été annoncé via The Sun News que le village d'Abiding était loin de son objectif de 10 millions de dollars et, avec 5 jours à venir, ils avaient encore besoin de 9 millions de dollars. Le groupe a tenu une vente de garage le 12 mai 2013 et plus tard dans la soirée, le site Web du groupe a répertorié le total à 155 789,82 $. Les représentants de Town restants disent qu'ils ont l'espoir qu'ils pourraient encore acheter les terres à l'avenir.
Le 12 novembre 2013, les médias locaux ont rapporté que Freestyle Music Park essaie actuellement de vendre de nombreux manèges de l'entreprise. C'est en dépit des rumeurs antérieures selon lesquelles Baker avait l'intention de déplacer les manèges Freestyle vers un parc qu'il envisageait d'ouvrir à Orlando, en Floride. Des dizaines de manèges sont maintenant listés à la vente avec Ital International, une société basée à Nashville. Toutes les attractions du parc ont été répertoriées à la vente, à l'exception des chaises volantes et du Balloon Race, qui ont déjà été vendues à Seabreeze Amusement Park.
Martin Durham, l'ancien vice-président du parc pour le divertissement, dit « C'est la plus grande honte de tout » et « Cela s'en va et je l'ai monté personnellement peut-être 50 fois, un vieil homme comme moi et c'était très amusant, c'était vraiment. » Durham dit que de nombreux facteurs ont conduit à la disparition du parc, mais le plus grand coupable a été la récession qui l'a frappé dès son ouverture.
Le 20 décembre 2013, The Sun News a rapporté que quelques-unes des attractions qui étaient en vente ont trouvé preneur dans le parc d'attractions Family Kingdom. Les Magic Bikes et Jump Around Dunebuggies, qui sont deux manèges familiaux interactifs ont également été ajouté au parc Family Kingdom.
Le 20 février 2014, The Sun News a rapporté que Medieval Times Dinner & Tournament a acheté environ quatre hectares du parc qu'il a utilisé avant 2008 pour que ses chevaux puissent faire de l'exercice.
À la fin de juillet 2014, toutes les attractions du parc ont commencé à être démantelées et enlevées.
Le 11 août 2014, il a été signalé que les attractions de l'ancien Freestyle Music Park qui n'étaient pas acquises par Family Kingdom auraient été expédiées hors des États-Unis, éventuellement au Viêt Nam. D'autres manèges du parc avaient déjà été vendus. Ital International a énuméré un certain nombre de manèges Freestyle à vendre sur leur site Web, mais les manèges ne figuraient plus là-bas à partir du 11 août.
En février 2015, Freestyle Music Park a démantelé tous ses attractions. Elles sont maintenant assemblées à Asia Park à Da Nang, au Viêt Nam, à l'exception de Led Zeppelin/Time Machine.
Des membres de l'Etat de la Caroline du Sud ont visité la Chine en février 2016 et ont déclaré que les investisseurs ont prévu un développement de 100 millions de dollars sur le site.[réf. nécessaire]

### Vente d'une ancienne propriété du parc
Le 1er janvier 2019, il a été signalé que l'ancienne propriété Hard Rock/Freestyle Music Park ainsi que plusieurs autres parcelles avaient été vendues par FPI US LLC à FTPP Bishop Parkway LLC pour 3 545 000 $. L'avenir de la propriété est actuellement inconnu, bien que le terrain soit actuellement zoné en tant que district de développement planifié, selon les cartes du système d'information géographique (SIG). C'est donc un endroit privilégié pour un développement potentiel qui pourrait inclure des logements ou même une autre attraction touristique.
Le 26 février 2019, il a été révélé que l'ancien maire de Myrtle Beach, John Rhodes, avait acheté l'ancienne propriété du parc le 28 décembre 2018. Rhodes dit qu'il n'est pas sûr de ce qu'il veut faire avec la propriété, affirmant que seul l'aménagement profiterait de la voie navigable et que «ce ne sera pas un autre parc à thème». Rhodes a demandé des permis de démolition mais a déclaré que certains bâtiments pourraient rester.
Le 6 avril 2019, John Rhodes, associé directeur du nouveau groupe de propriété, a déclaré qu'il n'avait aucun plan immédiat pour la propriété, et qu'il n'était pas contre la vente de la propriété. Rhodes a déclaré qu'il n'était pas pressé de développer la propriété car il pourrait le vouloir pire que lui. Il a déclaré qu'il avait des idées pour la propriété, mais qu'il devait se renseigner auprès de son entrepreneur pour savoir si l'une de ses idées fonctionnerait dans les bâtiments existants.

### Incendies suspicieux
Le 17 février 2019, un responsable des incendies a été appelé juste avant minuit dans l'ancien parc pour un incendie. Vers 3h du matin, le feu était éteint et les enquêteurs travaillaient sur les lieux et la cause de l'incendie n'était pas immédiatement connue, mais a ensuite été jugée suspecte par les enquêteurs et la police locale.
Le 30 juin 2019, un incendie de débris a éclaté dans l'ancien parc d'attractions et une enquête préliminaire par des responsables des incendies montre que les deux incendies n'étaient pas accidentels. Un témoin a déclaré à la police avoir vu de la fumée s'échapper du parc, avoir vu un groupe de personnes quitter le site et a pu fournir un numéro de licence à la police, mais personne n'a été arrêté.
Le 6 septembre 2019 à 5h20, les pompiers ont répondu à un incendie de structure commerciale signalé, l'incendie se trouvant dans une ancienne zone de billetterie près de l'endroit où l'une des entrées des parcs était et des flammes étaient visibles à l'arrivée, mais le feu a été maîtrisé en environ 30 minutes et aucun blessé n'a été signalé. Rien n'indique actuellement que l'incendie était suspect et fait actuellement l'objet d'une enquête.

### Réaménagement
Le 10 octobre 2019, il a été signalé que le comté de Horry avait reçu une demande de rezonage dans laquelle le propriétaire de la propriété demandait une mise à jour du district de développement planifié et d'autoriser des utilisations supplémentaires sur une partie du site. La propriété de 112 acres est actuellement une zone réservée à l'usage du parc à thème et les utilisations possibles de la propriété seront présentées lors d'un atelier de planification et de zonage le 7 novembre, où les dirigeants décideront quelles utilisations possibles seront autorisées dans l'ancien parc d'attractions. Le propriétaire du terrain a confirmé que le développement futur de la propriété ne comprendra pas de parc d'attractions.

## Le parc d'attractions
Le parc était divisé en six zones célébrant la culture rock, ses légendes et son style.
- All Access Entry Plaza devenue V.I.P Plaza
- Rock & Roll Heaven (Légendes du Rock) devenue Myrtle's Beach (Thème Polynesien)
- British Invasion devenue Accross the Pond - Basé sur le Rock britannique
- Lost in the 70's devenue- Basé sur les styles des années 1970 comme le punk, le disco ou le Glam rock.
- Born in the USA devenue Kids in America - Célébration du pays de naissance et de la diversité du rock
- Cool Country devenue Country USA - Basé sur la musique country américaine

## Les attractions

### Les montagnes russes
| Hard Rock Park | Hard Rock Park     | Freestyle Music Park | Freestyle Music Park | Fabricant            | Type                                   | Statut                                      |
| Nom | Zone               | Nom                  | Zone                 | Fabricant            | Type                                   | Statut                                      |
| --- | ------------------ | -------------------- | -------------------- | -------------------- | -------------------------------------- | ------------------------------------------- |
| Eagles Life in the Fast Lane | Cool Country       | Iron Horse           | Country USA          | Vekoma               | Train de la Mine                       | Relocalisé à Asia Park (Viêt Nam)           |
| Le trajet a été initialement nommé Midnight Rider. Cependant, le trottoir a été renommé après avoir annoncé que la bande sonore serait réglée sur The Eagles et nommée pour leur chanson de 1977. |                    |                      |                      |                      |                                        |                                             |
| Led Zeppelin: The Ride | Rock & Roll Heaven | Time Machine         | Myrtle's Beach       | Bolliger & Mabillard | Montagnes russes en métal              | Relocalisé à Dragon Park Ha Long (Viêt Nam) |
| Le trajet était de 46 m de haut et avait une vitesse maximale de 65 km/h. Les autres caractéristiques comprenaient six inversions, une spirale sur la lagune existante, et un système de vidéo sur roulement. Lorsqu'ils fonctionnaient à l'origine comme Led Zeppelin - The Ride, les invités ont été traités avec une expérience multimédia multimédia Led Zeppelin en direct lors du pré-show. Le trajet a été le plus remarquable pour la participation active des membres survivants de la bande Led Zeppelin, Jimmy Page, Robert Plant et John Paul Jones, qui ont contribué à tous les aspects de la course, y compris le nom de la course, le logo et l'apparence générale des véhicules. Les propriétés de Led Zeppelin ont été autorisées par C + P Eighty-Six Ltd. Sous Freestyle Music Park, la course a été réglée sur la musique des années 1960 vers les années 2000. |                    |                      |                      |                      |                                        |                                             |
| Maximum RPM! | British Invasion   | Round About          | Across the Pond      | Premier Rides        | Montagnes russes en métal              | Relocalisé à Asia Park (Viêt Nam)           |
| Les visiteurs font un essai routier à travers une usine simulée dans les voitures de sport britanniques. Le bâtiment ressemble quelque peu à la centrale électrique de Battersea Power Station avec un cochon gonflable, en référence à la couverture de l'album des Pink Floyd : Animals. La marque automobile BMW a poursuivi le parc en 2010 sur la similitude du véhicule routier de l'attraction avec le Mini Cooper. |                    |                      |                      |                      |                                        |                                             |
| Shake, Rattle & Rollercoaster | Born in the USA    | Hang Ten             | Kids in America      | Vekoma               | Vekoma Junior Coaster                  | Relocalisé à Asia Park (Viêt Nam)           |
| Une promenade classique à thème sur la promenade. |                    |                      |                      |                      |                                        |                                             |
| Slippery When Wet | Born in the USA    | Soak'd               | Kids in America      | Premier Rides        | Montagnes russes à Véhicules suspendus | Relocalisé à Asia Park (Viêt Nam)           |
| Un parcours de montagnes russes à véhicules suspendus qui offrait une expérience interactive permettant aux visiteurs de tirer avec des canons à eau au fur et à mesure que les trains passaient. |                    |                      |                      |                      |                                        |                                             |

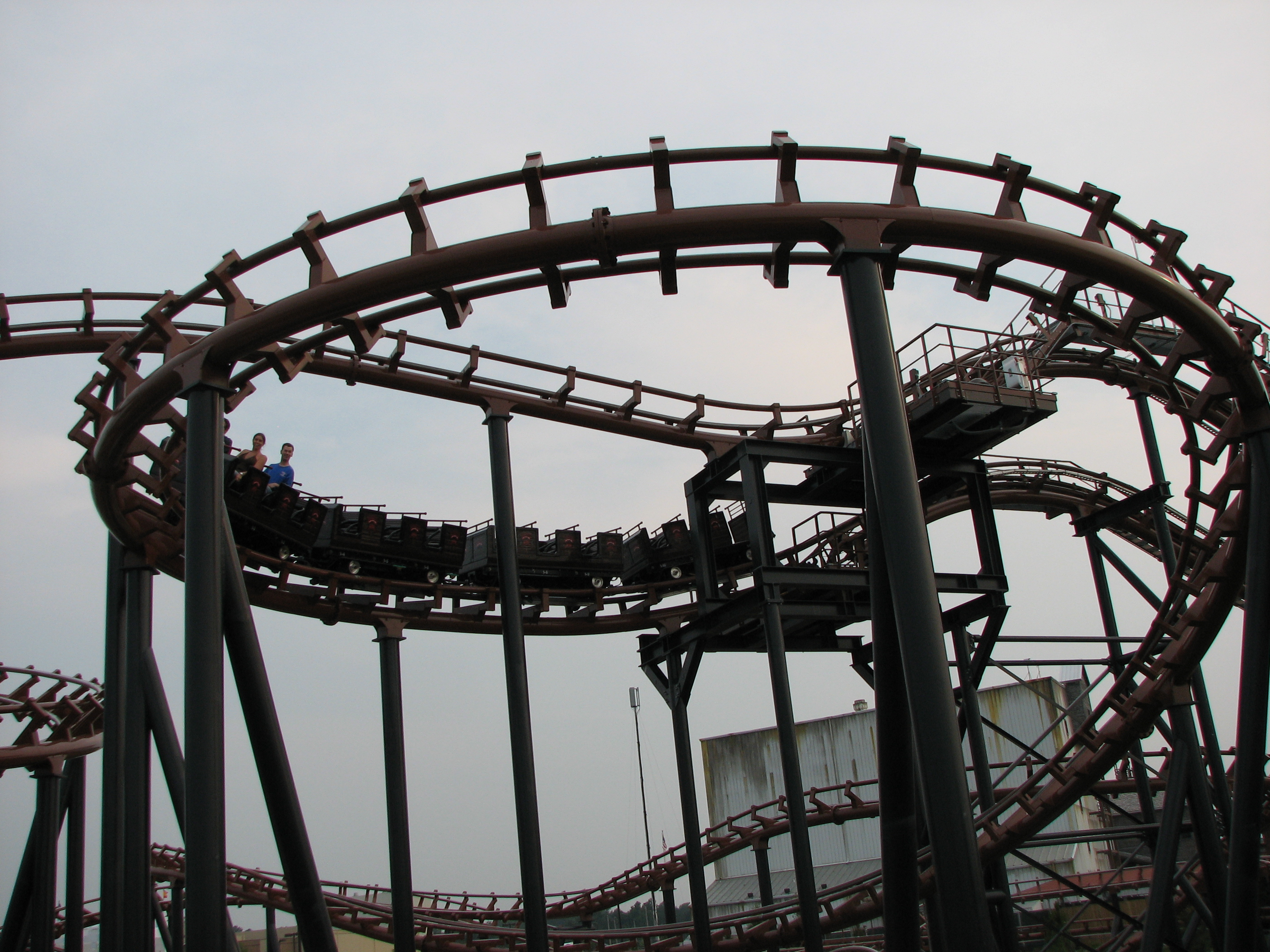
Eagles Life in the Fast Lane
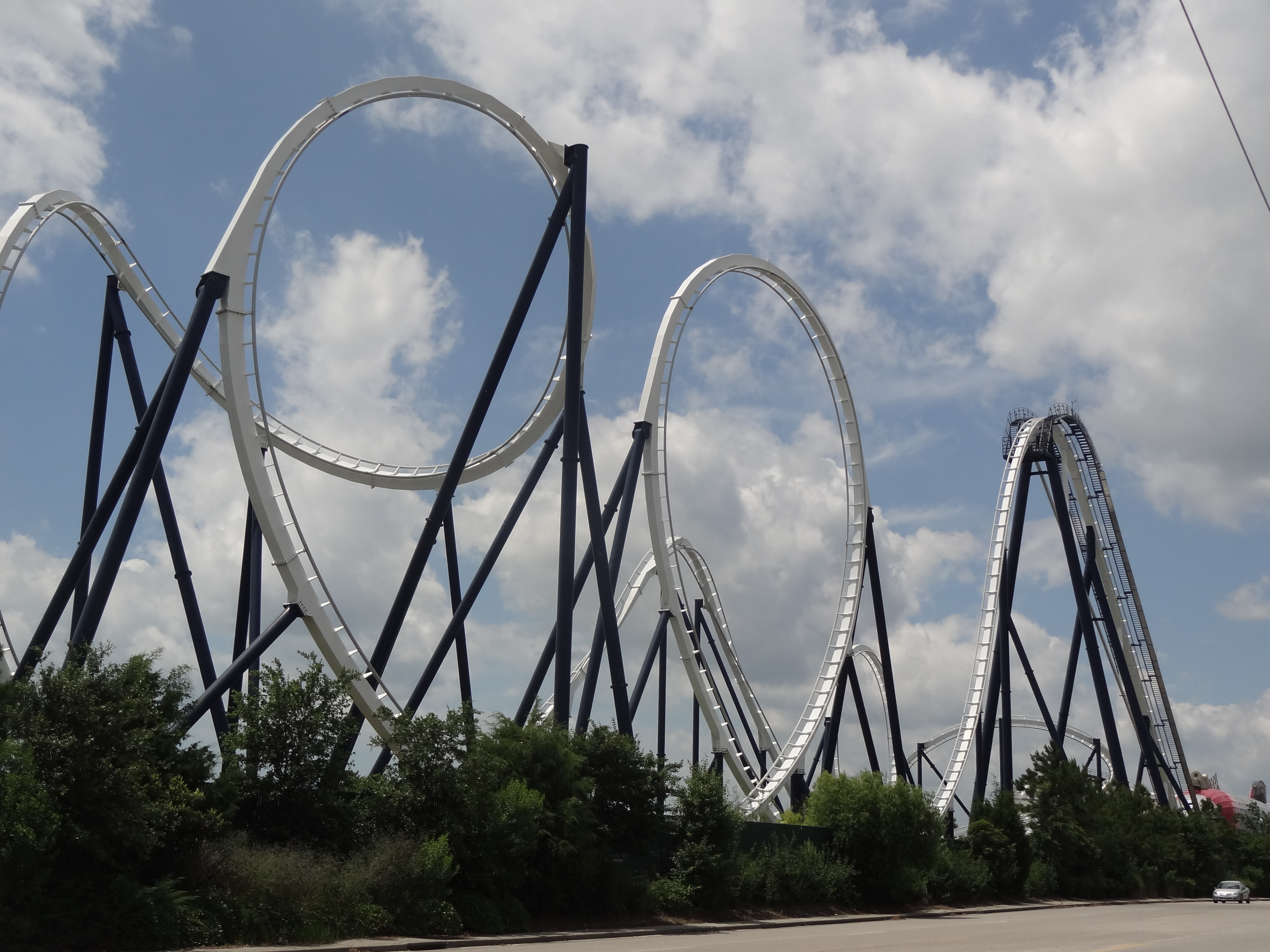
Led Zeppelin: The Ride
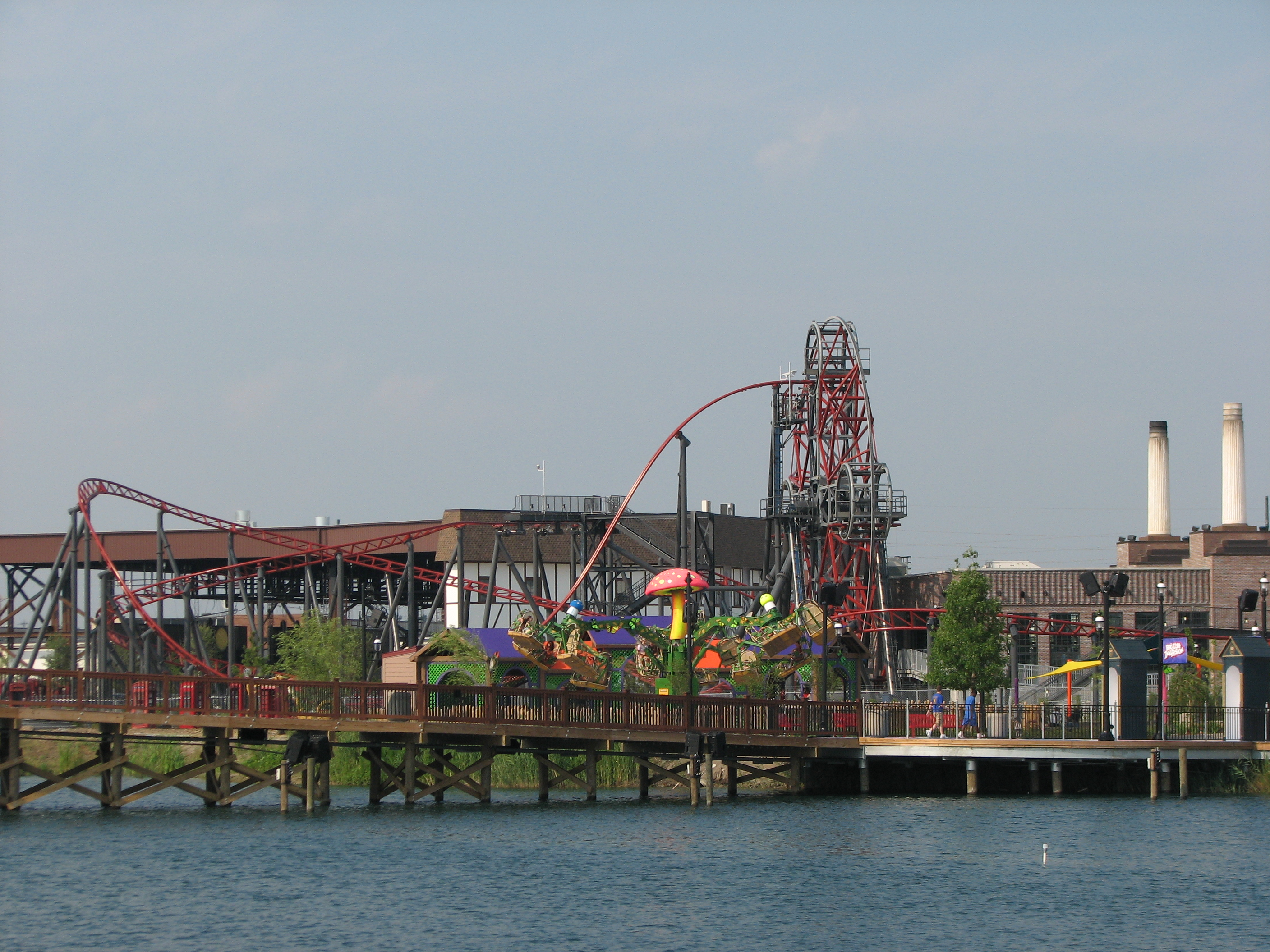
Maximum RPM!
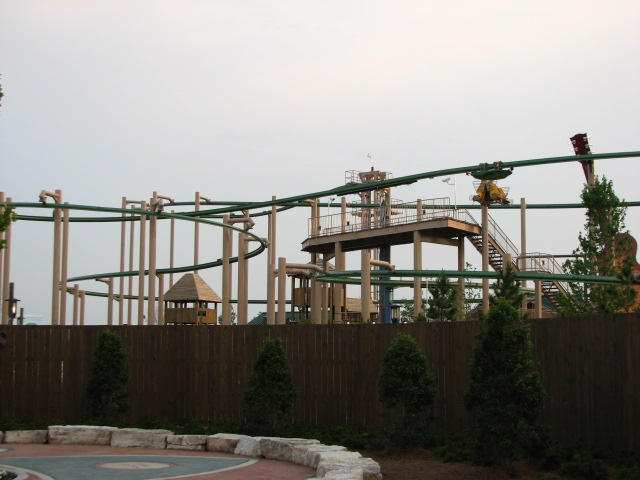
Slippery When Wet

### Les spectacles
| Hard Rock Park | Hard Rock Park         | Freestyle Music Park | Freestyle Music Park | Type                                       | Statut |
| Nom | Zone                   | Nom                  | Zone                 | Type                                       | Statut |
| --- | ---------------------- | -------------------- | -------------------- | ------------------------------------------ | ------ |
| Bohemian Rhapsody | All Access Entry Plaza | Kiss the Sky         | VIP Plaza            | Spectacle de feux d'artifice et de lasers. | Fermé  |
| Bohemian Rhapsody était un spectacle nocturne tenu sur la lagune, sur les chansons classique de Queen. Le spectacle présentait des fontaines, des feux d'artifice et un spectacle de lumière laser affiché depuis le haut de guitare géante Gibson. Les feux d'artifice et les lasers sont retournés pour Kiss the Sky. |                        |                      |                      |                                            |        |
| Ice House Theatre | Cool Country           | Ice Cold Country     | Country USA          | Spectacle sur glace                        | Fermé  |
| À l'origine, Country on the Rocks présentait un spectacle sur le thème du rock sur glace. Freestyle Music Park a vu le théâtre présenter un spectacle de glace à la musique rock du pays et du sud. Situé dans un ancien théâtre de patinage sur glace de Fantasy Harbor, il a été intégré dans le parc d'attraction. |                        |                      |                      |                                            |        |
| Live Amphitheater | Born in the USA        | Stars theatre        | Kids In America      |                                            | Fermé  |
| La scène principale a été utilisée pour une série d'actes de manchettes, de musiciens spécialisés, de groupes de lycéens ainsi que d'un lieu d'ouverture des concerts de Eagles et de The Moody Blues. Bowling for Soup était le premier groupe à jouer sur le lieu. |                        |                      |                      |                                            |        |
| Malibu Beach Party | Rock & Roll Heaven     | Adrenaline Rush      | Myrtle's Beach       |                                            | Fermé  |
| Malibu Beach Party était un spectacle de comédie en direct mettant l'accent sur tous les classiques de la plage et les chansons pop modernes. Un groupe de danseurs et de nageurs dansa, fit des cascades sur les motos et interagi avec la foule dans un amphithéâtre au bord du lac/au bord de la piscine. Pendant le fonctionnement du Freestyle Music Park, le spectacle de cascade était composé de patin à roulettes, de bicyclettes et de patins à roues alignées. |                        |                      |                      |                                            |        |
| Origins | All Access Entry Plaza | Beale Street Theatre | VIP Plaza            | Présentation de Film                       | Fermé  |
| Une présentation cinématographique montrant l'histoire du Rock n' Roll et la façon dont elle est entrelacée avec les parcs à thème. |                        |                      |                      |                                            |        |
| Phonehenge Stage | British Invasion       |                      |                      | Théatre                                    | Démoli |
| Une zone de performance équipée de boîtes de téléphone rouges britanniques conçues pour ressembler à Stonehenge. En vedette : Fireeater / Swallow / Lukas Dudek. |                        |                      |                      |                                            |        |
| Roadies Stunt Show | British Invasion       | CSI: Live            | Across the Pond      | Spectacle                                  | Fermé  |
| Roadies Stunt Show été une touche sur le concept de cascadeur populaire avec rock and roll 'roadies' en tant que personnages. Ce spectacle présentait de nombreux éléments du type cirque et de nombreux effets pyrotechniques. Il a été remplacé par CSI : Live, basé sur la série télévisée. Les enquêteurs tentaient de déterminer qui a commis un meurtre lors d'un spectacle de magie, les membres du public étant considérés comme des suspects.                    |                        |                      |                      |                                            |        |

### Autres attractions
- All the King's Horses - Carrousel

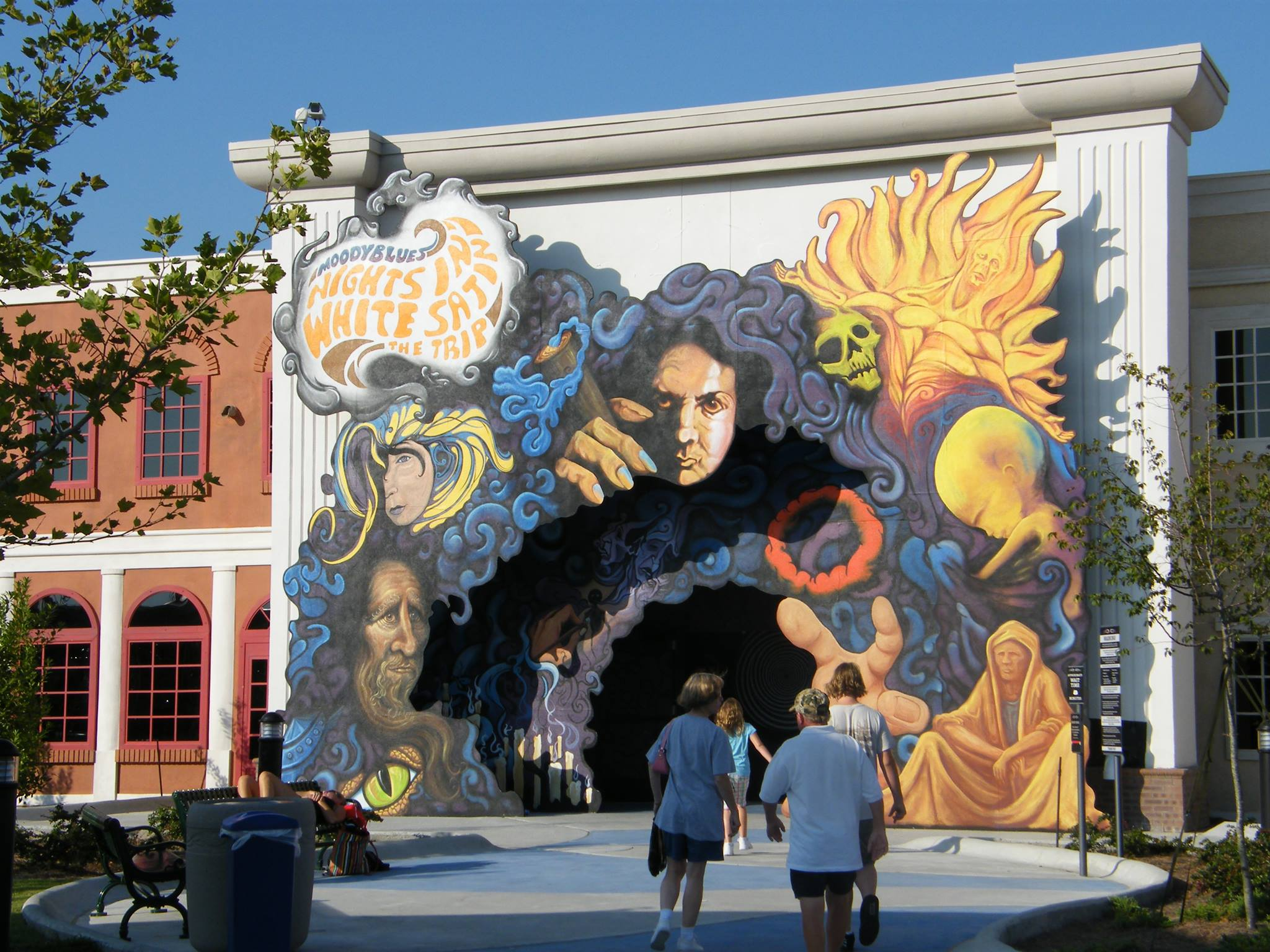
Entrée de Nights in White Satin: The Trip en 2008.

- Monstars of Rock (anciennement Nights in White Satin: The Trip) - Parcours scénique basé sur la chanson Nights in White Satin de Moody Blues[1].
- Magic Mushroom Garden - Scrambler[2]
- Bump and Slam - Autos tamponneuses
- Monster Truck Race - Manège
- Just a Swingin' - Chaises volantes

### Dans la culture populaire
Le 26 octobre 2010, le livre Grand Strand de l'ancien employé du parc, Reid Barwick, est devenu disponible en ligne. Beaucoup de détails du «Rocktime Amusement Park» fictif correspondent à ceux de la vraie histoire des parcs Hard Rock et Freestyle Music.
Le parc a été utilisé durant un épisode de série télévisée Revolution. Plusieurs attractions et le parc lui-même sont utilisés comme scène d'un parc d'attractions post-apocalyptique.